# Kana Kitahara
Kana Kitahara (北原 佳奈 Kitahara Kana?,  nacido el 17 de diciembre de 1988 en Shizuoka) es una futbolista japonesa que jugaba como defensa.
Kitahara jugó 9 veces para la selección femenina de fútbol de Japón entre 2013 y 2015. Kitahara fue elegida para integrar la selección nacional de Japón para los Copa Mundial Femenina de Fútbol de 2015.

## Trayectoria

### Clubes
| Club                  | País  | Año         |
| --------------------- | ----- | ----------- |
| Albirex Niigata       | Japón | 2011 - 2015 |
| Mynavi Vegalta Sendai | Japón | 2016 -      |

### Selección nacional
| Selección | País  | Año         |
| --------- | ----- | ----------- |
| Absoluta  | Japón | 2013 - 2015 |

## Estadística de equipo nacional
| Selección femenina de fútbol de Japón | Selección femenina de fútbol de Japón | Selección femenina de fútbol de Japón |
| Año                                   | Partidos                              | Goles                                 |
| ------------------------------------- | ------------------------------------- | ------------------------------------- |
| 2013                                  | 1                                     | 0                                     |
| 2014                                  | 6                                     | 0                                     |
| 2015                                  | 2                                     | 0                                     |
| Total                                 | 9                                     | 0                                     |